# Clot d'Espinauba

El Clot d'Espinauba, respecte del terme d'Abella de la Conca

El Clot d'Espinauba és una vall molt marcada -clot- del terme municipal d'Abella de la Conca, a la comarca del Pallars Jussà, dins del territori del poble de Bóixols.
Està situat al nord-oest de Bóixols, i s'hi forma el barranc del Clot d'Espinauba, que més endavant passa a ser el riu de Collell, el qual aiguavessa en el riu de Pujals al sud del poble de Bóixols.
El Clot d'Espinauba, pròpiament, abraça des del nord-oest de Cal Badia fins al nord de Cal Sol. A ponent seu té la Costa i el Cap de la Costa de les Bosses.

## Etimologia
Aquest clot pren el nom, com indica Joan Coromines de l'arç blanc, del llatí spinus albus, arbust que devia ser molt present en aquest lloc. Es tracta, doncs, d'un topònim romànic de caràcter descriptiu.